# Sofia Jannok
Sofia Jannok (Gällivare, Laponie, 15 septembre 1982) est une chanteuse suédoise chantant principalement en same du Nord et spécialisée en joik.
Elle présente un programme radiophonique sur Sveriges Radio P2.

## Discographie
- White/Čeaskat (2007)
- By the Embers/Áššogáttis (2009)

## Filmographie

### Télévision

#### Séries télévisées

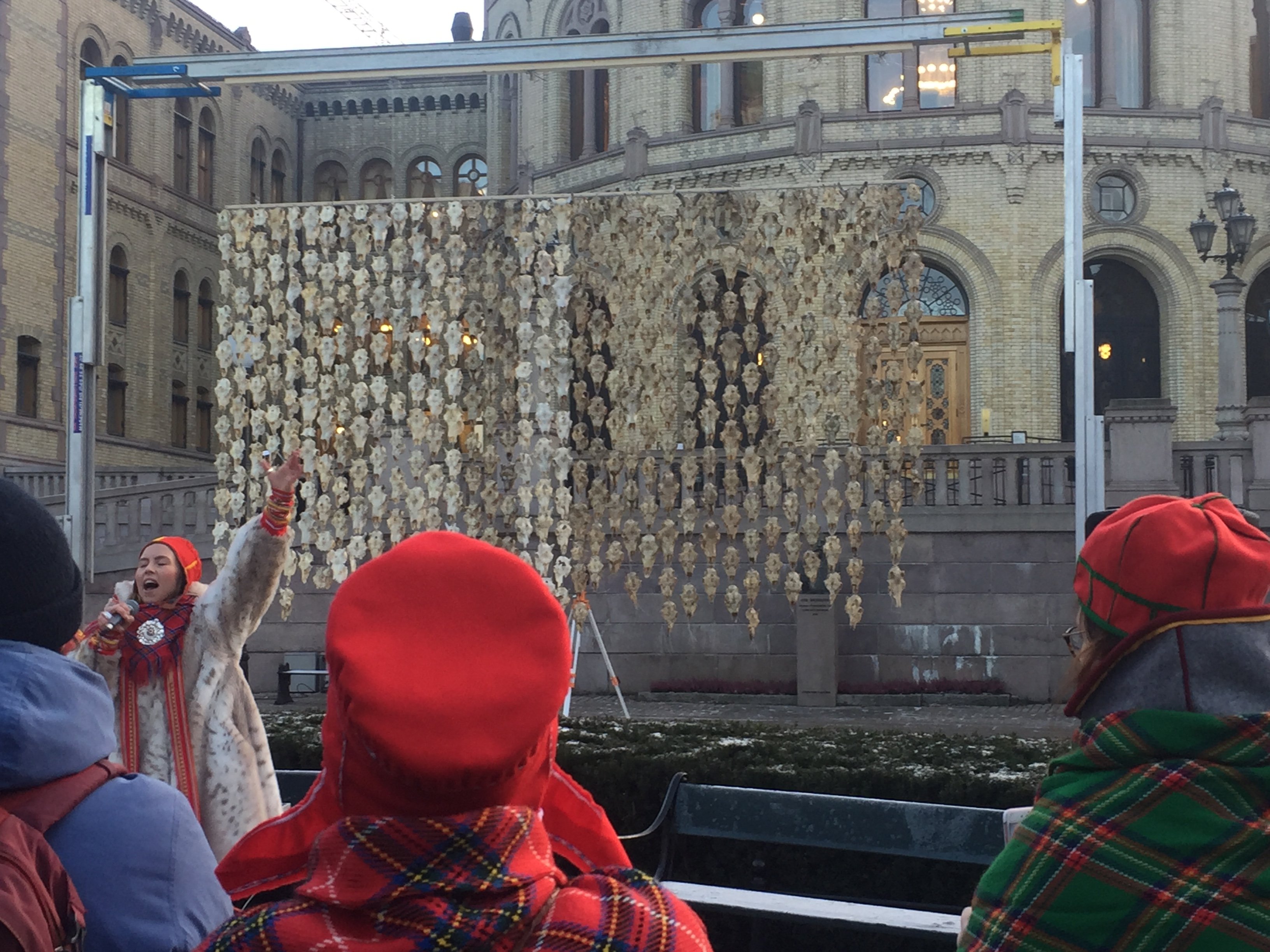
La chanteuse lors d'une manifestation, devant l'œuvre Pile o'Sápmi de Máret Ánne Sara et, dans le fond, le Storting à Oslo, en décembre 2017.

- 2016 : Jour Polaire